# Шляхтич Олександр Валентинович
Олекса́ндр Валенти́нович Шля́хтич (16 серпня 1981-6 серпня 2014) — солдат Збройних сил України учасник російсько-української війни.

## Короткий життєпис
Народився 1981 року в місті Пирятин. 1998 року закінчив Пирятинську ЗОШ № 4. Протягом 1999—2001 років проходив строкову службу в лавах ЗСУ, з 2001 по 2004-й служив за контрактом у військовій частині Пирятина. Потім займався пасажирськими перевезеннями. 25 березня 2014-го записався добровольцем для участі в АТО на сході України. Солдат, механік-водій-кранівник 27-го реактивного артилерійського полку.
Загинув 6 серпня 2014 року у бою за висоту Савур-могила в Донецькій області поблизу кордону — під час спроби бойовиків атакувати позиції українських військових та захопити стратегічну висоту.
Залишились мама Олександра Миколаївна, дружина та донька 2002 р.н.
Похований в Пирятині 8 серпня 2014-го.

## Нагороди та вшанування
- 15 травня 2015 року — за особисту мужність і героїзм, виявлені у захисті державного суверенітету та територіальної цілісності України, вірність військовій присязі під час російсько-української війни, відзначений — нагороджений орденом «За мужність» III ступеня (посмертно).
- Внесений до списку загиблих полтавчан та Книгу Пошани Полтавської обласної ради.
- У вересні 2019 року на рідній школі 4 було відкрито меморіальну дошку[2]